# 熊森村
熊森村（くまのもりむら）は、かつて新潟県西蒲原郡にあった村。

## 沿革
- 1889年（明治22年）4月1日 - 町村制施行に伴い西蒲原郡熊森村が村制施行し、熊森村が発足。
- 1901年（明治34年）11月1日 - 西蒲原郡笈砂村、横田村と合併し、島上村を新設して消滅。